# Csin Kan-jing
Csin Kan-jing (Qin Kanying (秦侃瀅, Csin Kan-jing), a nemzetközi szakirodalomban Qin Kanying) (Sanghaj (Shanghai), 1974. február 2. –) kínai női sakkozó, női nagymester (WGM), világbajnoki döntős (2000), csapatban háromszoros sakkolimpiai bronzérmes és kétszeres Ázsia-bajnok, Kína ötszörös női sakkbajnoka.
2009. április óta nem játszott a FIDE nyilvántartásába kerülő játszmát. Utolsó Élő-pontszáma 2466, amellyel inaktívként tartják nyilván.
Férje Peng Hsziao-min kínai sakknagymester, akivel 2009-ben Kanadába költöztek.

## Sakkpályafutása

### Eredményei a világbajnokságokon
Az 1993-as sakkvilágbajnoki ciklusban 17 évesen, 1991-ben továbbjutott a Szabadkán rendezett zónaközi döntőből, majd a világbajnokjelöltek versenyén a 4−5. helyen végzett.
Az 1996-os sakkvilágbajnoki ciklusban az 1993-ban Jakartában rendezett zónaközi versenyen a 12. helyet szerezte meg, ezzel nem jutott a továbbjutást jelentő első nyolc helyezett közé.
Az 1999-es sakkvilágbajnoki ciklusban az 1995-ben Chișinăuban rendezett zónaközi versenyen a 11. helyet szerezte meg, ezzel ekkor sem jutott a továbbjutást jelentő első nyolc helyezett közé.
A 2000-es kieséses rendszerű sakkvilágbajnokságon a második körben Ketevan Arakhamia-Grant, a harmadik körben Ketino Kachiani-Gersinska, a negyeddöntőben Corina Peptan, az elődöntőben Alisa Marić ellen győzött, és a világbajnoki címért mérkőzhetett a címvédő Hszie Csünnel. A döntőt Hszie Csün 2,5−1,5 arányban nyerte, ezzel megvédte világbajnoki címét.
Kvalifikációt szerzett, de nem vett részt a 2001-es és a 2004-es sakkvilágbajnokságokon.
A 2006-os sakkvilágbajnoki ciklusban a 2005-ben Pekingben rendezett zónaversenyen Hou Ji-fan mögött Csao Hszüével és Sen Janggal holtversenyben a 2−4. helyen végzett, és jogot szerzett a világbajnokságon való részvételre. A kieséses rendszerű világbajnokságon a harmadik körben a francia Marie Sebag ütötte el többszöri rájátszás után a továbbjutástól.

### Kiemelkedő versenyeredményei
1988-ban, 1991-ben, 1995-ben, 1999-ben és 2004-ben megnyerte Kína női sakkbajnokságát.

## Eredményei csapatban
Tagja volt az 1990-ben, 1992-ben és 1994-ben egyaránt bronzérmet nyerő Kína női sakkválogatottjának. Az 1992-es sakkolimpián egyéni eredménye alapján is bronzérmet kapott.
1995-ben és 1999-ben tagja volt az Ázsia-bajnokságot nyert kínai válogatottnak, és ezeken a tornákon egyéniben is egy arany- és egy ezüstérmet nyert a tábláján elért eredményei alapján. 1989-ben a kínai női válogatott elindulhatott a férfiak mezőnyében az Ázsia-bajnokságon, és az 5. helyen végeztek. Csin Kan-jing egyéni teljesítménye alapján ezüstérmet szerzett.
A kínai sakkligában 2005-ben a Shanghai City és 2008-ban a Hebei city csapatában játszva bronzérmet nyert.